# Jerzy Leszczyński (polityk)
Jerzy Leszczyński (ur. 8 lutego 1961 w Ciechanowcu) – polski polityk, urzędnik i samorządowiec, od 2014 do 2018 członek zarządu województwa, w tym od 2015 do 2018 marszałek województwa podlaskiego.

## Życiorys
Ukończył w 1980 katolickie Liceum Ogólnokształcące pw. św. Augustyna w Warszawie, a w 1985 studia na Wydziale Rolniczym Szkoły Głównej Gospodarstwa Wiejskiego w Warszawie. Pracował w Muzeum Rolnictwa w Ciechanowcu, następnie od 1987 do 2002 w Ośrodku Doradztwa Rolniczego w Szepietowie. Od 2002 zawodowo związany z Agencją Restrukturyzacji i Modernizacji Rolnictwa, został zastępcą dyrektora podlaskiego oddziału regionalnego z siedzibą w Łomży.
Działacz samorządu rolniczego w ramach izb rolniczych, powołany w skład zarządu wojewódzkiego Polskiego Stronnictwa Ludowego. W wyborach parlamentarnych w 2011 i 2015 bez powodzenia ubiegał się o mandat poselski.
W 2014 został wybrany na radnego sejmiku podlaskiego, następnie objął stanowisko członka nowo powołanego zarządu województwa. 9 listopada 2015 został powołany na nowego marszałka województwa podlaskiego, zastępując Mieczysława Baszkę. W 2018 i 2024 ponownie uzyskiwał mandat radnego województwa. 22 listopada 2018 na nowego marszałka wybrany został Artur Kosicki, nie wybrano jednak wówczas pełnego zarządu województwa. Jerzy Leszczyński zakończył urzędowanie po jego skompletowaniu 11 grudnia 2018.
W 2019 objął stanowisko sekretarza gminy Klukowo, w związku z czym zrezygnował z członkostwa w PSL. W wyborach w tym samym roku bezskutecznie ubiegał się o mandat poselski z listy PSL. Natomiast w 2023 wystartował do Sejmu z ramienia współtworzonej przez ludowców Trzeciej Drogi.

## Życie prywatne
Jerzy Leszczyński jest żonaty, ma syna.